# WINNING (アルバム)
『WINNING』（ウィニング）は近藤真彦の5枚目のアルバム。1984年1月1日に発売された。発売元はRVC。

## 概要
『RISING』から9ヶ月ぶりに発売されたアルバム。
シングル表題曲は収録されていない。

## 収録曲

### LP/レコード・CT
| 全編曲: 馬飼野康二。 |                      |           |                |       |
| #                    | タイトル             | 作詞      | 作曲           | 時間  |
| 1.                   | 「Long Good-bye」    | 恩田久義  | 馬飼野康二     | 4:13  |
| 2.                   | 「10ccの涙」         | 松本隆    | 芳野藤丸       | 3:43  |
| 3.                   | 「四月物語」         | 松本隆    | 浜田金吾       | 4:55  |
| 4.                   | 「もう一度キャロル」 | 伊達歩    | 鈴木キサブロー | 3:49  |
| 5.                   | 「風のドライブイン」 | 康珍化    | 熊谷安廣       | 3:47  |
| 合計時間:            | 合計時間:            | 合計時間: | 合計時間:      | 20:27 |

| 全編曲: 馬飼野康二。 |                            |            |                |       |
| #                    | タイトル                   | 作詞       | 作曲           | 時間  |
| 1.                   | 「ハイウェイ・スター」     | 松本隆     | 鈴木キサブロー | 3:29  |
| 2.                   | 「Y・A感覚」               | 山本伊織   | 馬飼野康二     | 4:11  |
| 3.                   | 「134-Seaside Highway」    | 恩田久義   | 長沢ヒロ       | 5:00  |
| 4.                   | 「Tokyo Night」            | 佐藤茂     | 馬飼野康二     | 3:37  |
| 5.                   | 「ホームタウン・ジェニー」 | 大津あきら | 鈴木キサブロー | 4:03  |
| 合計時間:            | 合計時間:                  | 合計時間:  | 合計時間:      | 20:20 |